# Бивин (аббат Горза)
Бивин (Бибен; около 810 года — 863 год) — франкский граф, аббат монастыря Горз.
Бивин — отец Ришильды Прованской, Ричарда I Бургундского и Бозона Вьенского и Радберта и, таким образом, родоначальник династии Бозонидов. О его жизни сохранилось мало сведений. Его отцом был граф Рихард II. Кристиан Сеттипани полагал, что Бивин являлся потомком Карла Мартелла. Считается, что он был женат на дочери Бозона Древнего.